# Козаки (повість)
«Козаки» (рос. Казаки) — повість Льва Толстого про перебування юнкера серед терських козаків, опублікована в 1863 році.

## Історія створення
«Козаки» стали плодом десятирічної роботи Толстого. У 1851 році як юнкер він відправився на Кавказ; йому довелося прожити 5 місяців в пятигорській хаті, чекаючи документи. Значну частину часу Толстой проводив на полюванні, в суспільстві козака Епішкі, прототипу Ерошки з майбутньої повісті. Потім він служив в артилерійській батареї, розквартированої в розташованій на березі Тереку станиці Старогладовской. Успіх вийшов в 1852 році першого твору Льва Миколайовича («Дитинство») змусив його на продовження літературної діяльності. Влітку 1853 року Толстой написав главу рукописи під назвою їм «Терською лінією», про побут козаків. Оповідання велося від особи прибулого в станицю людини, і цей спосіб зберігався до останньої редакції «Козаків». У серпні Толстой написав 3 глави кавказького роману «Втікач», лише малі частини якого увійшли у фінальній версії «Козаків». Далі письменник не повертався до цієї теми до 1856 року, коли відновив роботу над козачою повістю (без згадки про офіцера). Офіцер з'явився у квітні 1857 року, коли Толстой заново написав 3 глави «Втікача». Саме там з'явилися, хоча і скупо описані, багато персонажів майбутніх «Козаків».
Навесні 1858 року Лев Миколайович знову працював над кавказьким романом, і до травня було написано, без особливих художніх шедеврів, 5 глав. Хоча вони закінчуються побаченням Лукашки (тоді ще званого Киркою) з Мар'яною, вже тоді письменник зупинився на розв'язці, надрукованій в «Козаки». Тоді ж стиль оповіді був переведений в листи головного героя, офіцера Ржавського. Восени Толстой істотно обробив і розширив ті ж 5 глав. Взимку Лев Миколайович продовжив опрацювання та поглиблення першої частини кавказького роману. Під час поїздки по Швейцарії 1860 року письменника створив главу з третьої частини планованого роману, де Ржавський став Оленіним. До лютого 1862 року, коли Толстой повернувся до роману, він вже продав права на його публікацію Михайлу Каткову. Написавши ще 3 глави третьої частини, в яких Оленін вже 3 роки прожив з Мар'яною, Толстой вирішив відмовитися від створення роману. Однак Катков не погодився прийняти назад плату за роман, і Лев Миколайович вирішив звести готові глави роману в повість. Він присвятив цієї мети літо й осінь 1862 року додавши також кілька нових яскравих епізодів.

## Відгуки
Повість була опублікована в січні 1863 року журналом Каткова «Російський вісник». «Козаки» отримали найширший критичний відгук серед усіх творів Толстого, написаних до того моменту. Ідея повісті — принадність близькою до природи життя у відриві від сучасної цивілізації — була зрозуміла усіма. Едельсон підтримав Толстого, вказавши, що сучасна людина почерпнула з розвитку цивілізації лише звичку до зручності й комфорту. Анненков назвав причиною змін Оленина відсутність самобутнього характеру, притаманне більшості освічених росіян. Водночас багато критики, наприклад Євгенія Тур і Полонський, негативно поставилися до ідеї роману, відмовивши освіченим людям в праві на прагнення до деградації. Художній стиль «Козаків» набув широкого визнання навіть серед критиків головної ідеї. Багато разів перечитували повість із захопленням відгукувалися про неї Тургенєв і Бунін.
У 1961 році вийшла однойменна радянська екранізація повісті.

## Сюжет

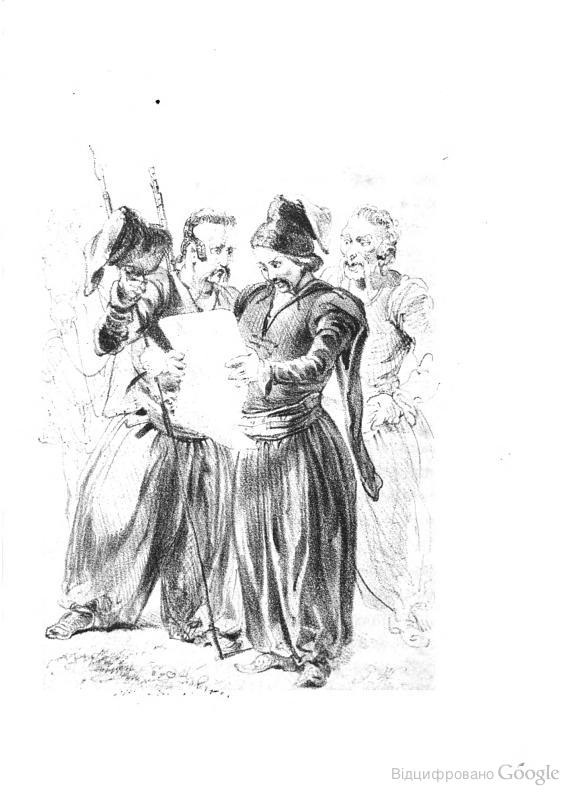

Юнкер Дмитро Андрійович Оленін відправляється з Москви на Кавказ в його нову військову частину. Москва, де він був замішаний в любовній історії, набридла молодій людині. Після прибуття Оленін розквартирувався в станиці Новомлинській біля Тереку в очікуванні свого полку. Незабаром господарі його будинку дають згоду у відповідь на сватання до їхньої дочки Мар'яні хвацького козака Лукашки. Оленін, подружившись зі старим козаком Ерошкою, починає полювати в околицях, і незабаром в ньому прокидається любов до місцевої природи й презирство до цивілізації, з якої він походить. Його захоплюватися так несхожі на міських мешканців козаки, і сам він мріє стати одним з них. Молода і міцна козачка Мар'яна захоплює його, хоча він і не сміє заговорити з нею. Прибулий князь Білецький, знайомий Оленіна зі старого життя, а нині неприємний, влаштовує гулянку, де юнкер отримує можливість зблизитися з Мар'яною. Оленін вирішує одружитися з Мар'яною і залишитися тут жити, домагаючись від дівчини згоди на весілля. Перед тим, як він встигає випросити дозволу на шлюб у батьків дівчини, Оленін з Лукашкою й іншими козаками відправляються до річки, де переправилися на козачий берег кілька чеченців. Бій закінчується перемогою козаків, але Лукашка отримує важке поранення від чеченця, що мстить за вбивство свого брата. При смерті Лукашков приносять в станицю і посилають в гори за доктором, який готовий вилікувати козака цілющими травами (подальша доля Лукашки неясна). Після того, що сталося Мар'яна озброюється на Оленіна і відмовляється від будь-яких відносин з ним. Оленін розуміє, що більше йому тут робити нічого, і залишає станицю.